# Mohammad Reza Khalatbari
Mohammad Reza Khalatbari (* 14. September 1983 in Nouschahr) ist ein iranischer Fußballspieler.

## Vereinskarriere
2003 begann Khalatbari seine Karriere bei seinem Heimatverein Shamoushak Noshahr. Nach zwei Jahren wechselte er zu Abu Moslem Mashhad und wurde dort Stammspieler.
Aktuell spielt er bei Zob Ahan Isfahan. In der Saison 2008/2009 war er einer der besten Vorlagengeber der Saison und gewann mit Zob Ahan 2009 den Hazfi Cup.

## Nationalmannschaft
Seit 2008 ist er Bestandteil der Nationalmannschaft. Sein erster internationaler Titel war der Gewinn der WAFF Championship 2008.